# ارون کلوگ
ارون کلوگ (انگلیسی: Sir Aaron Klug متولد ۱۱ آگوست ۱۹۲۶ - ۲۰ نوامبر ۲۰۱۸)
شیمیدان انگلیسی بود که در لیتوانی زاده شد. او
«برای توسعه بلورنگاری الکترونی و کشف ساختار بیولوژیکی پروتئین اسید نوکلئیک پیچیده»
در سال ۱۹۸۲ موفق به دریافت جایزه نوبل شیمی شد.